# 7 Words
7 Words è un singolo promozionale del gruppo musicale statunitense Deftones, pubblicato nel 1995 ed estratto dal primo album in studio Adrenaline.

## Descrizione
Settima traccia di Adrenaline, il brano affonda le proprie origini attorno al 1993, quando venne realizzata una prima versione nel demo Engine Number Nine/7 Words.

## Video musicale
Il video mostra il gruppo eseguire il brano durante un concerto. All'interno del video appare il figlio del cantante Chino Moreno, Kristian.

## Tracce
CD promozionale (Stati Uniti)
1. 7 Words (Clean Album Version) – 3:43
2. 7 Words (Album Version) – 3:43
3. Please, Please, Please Let Me Get What I Want (Non-Album Track) – 2:01 – originariamente interpretata dai The Smiths

7" promozionale (Stati Uniti)
- Lato A

1. 7 Words (Clean Album Version) – 3:45

- Lato B

1. Teething (Non-Album Track) – 3:52

MC promozionale (Stati Uniti)
1. 7 Words – 3:44
2. Teething (Non LP Track) – 3:28

## Formazione
Gruppo
- Chi Cheng – basso, voce
- Abe Cunningham – batteria
- Stephen Carpenter – chitarra, effetti sonori
- Chino Moreno – voce

Produzione
- Deftones – produzione
- Terry Date – produzione, registrazione, missaggio
- Ulrich Wild – registrazione
- Tom Smurdy – assistenza al missaggio
- Ted Jensen – mastering